# Francia Indokína megszállása
Francia Indokína megszállása a második világháború egyik katonai művelete volt, melynek során a Japán Császári Hadsereg lerohanta a Vichy-Franciaország uralma alá tartozó Francia Indokínát, azzal a céllal, hogy megakadályozza a tartományból a kínai ellenállók számára küldött fegyverek és üzemanyag célba jutását. A terület északi részének megszállása a Kínai Köztársaságot teljesen blokád alá vonta.

## Előzmények
A Japán Birodalom 1937 óta háborúban állt Kínával. 1940-ig a japánoknak nagy területeket sikerült megszállniuk, erre az évre a harcok súlypontja a dél-kínai Kuanghszi-Csuang Autonóm Terület tartományra tevődött át, amelyben azonban a kínai csapatok jelentős ellenállást tanúsítottak, nagy mértékben a Francia Indokínából érkező fegyvereknek és üzemanyagnak köszönhetően.
1940. június 22-én Franciaország fegyverszünetet kötött Németországgal és Olaszországgal, Japán két európai szövetségesével. Nemsokára az ország németek által meg nem szállt részein létrejött a tengelybarát Vichy-Franciaország, amely továbbra is birtokának tekintette a korábbi francia gyarmatokat, beleértve többek között Francia-Indokínát is.
A kínai csapatok fő utánpótlási vonalának a Vietnám–Kína-vasútvonal számított, így a japánok fő célkitűzésüknek tekintették a vasúti forgalmak megszüntetését, bármi áron. Heves harcok árán elfoglaltál Lungcsout ezzel lezárva egy vonalat, de a Jünnan fele vezető vasúti sínek még mindig használhatóak voltak, az ellene végrehajtott japán légitámadások eredménytelensége miatt. Japán felszólította a Vichy-kormányt, hogy zárja le az útvonalat, de a franciák erre nem voltak hajlandóak, így szeptember 5-én a japánok nagyméretű csapatösszevonásba kezdtek Indokínától északra és megerősítették a Hajnan szigeti légi támaszpontokat. A Vichy-kormány tárgyalásokba kezdett a japánokkal, de csak arra voltak hajlandóak, hogy beleegyezzenek 6000 japán gyalogos indokínai állomásoztatásába. Japán számára ez elégtelennek bizonyult, így megkezdte a támadást a francia gyarmat ellen.

## A hadjárat
Szeptember 22-én a japán 5. hadtest Nakamuro Akihito altábornagy vezetésével három helyen átlépte a határt és megszállta Lạng Sơn városát, amely a vasútvonal egyik fontos csomópontja volt. A francia gyarmati hadsereg és az idegenlégió azonnal támadásba lépett, de a Lạng Sơn-i csatában, amely szeptember 25-ig tartott, a japánok kerekedtek felül. A győzelem eredményeként megnyílt az út a stratégiailag fontos Hanoi és a főváros, Saigon felé.
Szeptember 24-én a japánok légitámadást hajtottak végre a Tonkini-öbölben állomásozó francia csapatok ellen is.
Szeptember 26-án a japán szárazföldi csapatok Haiphongnál elérték a Tonkini-öblöt. A városért mely a Kínába vezető vasútvonal kiindulópontja volt, egész nap heves harcok folytak, mely estére japán győzelemmel ért véget. Szeptember 26-a estére a japán hadsereg teljes Észak-Vietnám felett átvette az ellenőrzését, melybe a Vichy-kormány is hallgatólagosan kénytelen volt beleegyezni és kivonta csapatait a területről. Vietnám északi része egészen a háború végéig japán uralom alatt maradt, az utolsó japán csapatok csak 1945. augusztus 26-án hagyták el a régiót.